# Polizeiruf 110: Ihr faßt mich nie!
Ihr faßt mich nie! ist ein deutscher Kriminalfilm von Gerald Hujer aus dem Jahr 1988. Der Fernsehfilm erschien als 117. Folge der Filmreihe Polizeiruf 110.

## Handlung
Auf ein Berliner Postamt wird am 18. Mai 1987 frühmorgens ein Überfall verübt. Liesbeth Rietz, die die Zeitungen früh in die Filiale holt, und später auch ihr später eintreffender Chef Walter Krämer werden überwältigt. Beide werden gefesselt, mit Strumpfmasken wird ihnen die Sicht genommen. Der vermummte Täter leert anschließend die Kasse und erbeutet so rund 100.000 Mark. Hauptmann Peter Fuchs, Oberleutnant Lutz Zimmermann und Leutnant Thomas Grawe übernehmen die Ermittlungen. Der Täter hat anscheinend keinerlei Spuren hinterlassen. Es gibt keine brauchbaren Fingerabdrücke, keine Hinweise von Nachbarn und keine besonderen Merkmale, die die Überfallenen zu Protokoll geben könnten. Beide haben den Täter nicht erkannt und können sein Alter und seine Stimme nur vage beschreiben. Der Täter hat sie nur lose gefesselt und als Waffe eine Spritzpistole verwendet. Beides weist darauf hin, dass es sich um einen Anfänger handelt. 
Einige Zeit später erhält die Polizei einen aus Zeitungsbuchstaben zusammengesetzten Brief, in dem der Täter schreibt, er werde das Geld zurückgeben, wenn die Polizei eine Anzeige mit vorgegebenen Text in eine bestimmte Zeitungsausgabe der BZ am Abend setze. Peter Fuchs lehnt dies jedoch ab, weil es ein Versagen der Ermittler eingestehen würde. Stattdessen gibt er den Fall offiziell an Thomas Grawe ab. Grawe kommt mit seinen Ermittlungen kaum weiter. Über den mit einer Schreibmaschine geschriebenen Satz des Briefes „Ihr faßt mich nie!“ kann der Typ der Schreibmaschine ermittelt werden, doch führen Überprüfungen in Berliner Büros zu keinem Ergebnis. Die Untersuchung der genähten Masken, mit denen die beiden Überfallopfer versehen wurden, bringt die Erkenntnis, dass die Nähmaschine ein altes Modell gewesen sein muss. 
Zudem finden die Spezialisten unter Leitung des wiederholt Wilhelm Busch zitierenden Dr. Tretow im Stoff der Masken eine erhöhte Anzahl von Pollen der Gleditsia triacanthos L., des seltenen Dreidornigen Lederhülsenbaums. Zusammen mit spezifischen Verunreinigungspartikeln im Gewebe versucht Thomas Grawe das Tätergebiet einzukreisen, doch vergeblich.
Ein psychologisches Täterprofil ergibt, dass es sich bei dem Täter um einen intelligenten Mann handeln muss, der von seinem Umfeld jedoch verkannt wird, sein Können also möglicherweise nicht ausleben kann und daher Komplexe hat. Tatsächlich ist der Täter Norbert Schumann als Bauzeichner unterfordert, beweist seinem Vorgesetzten auf heimtückische Art, dass er von der Arbeit mehr versteht und will als nicht kritikfähig nach einer darauf folgenden Zurechtweisung mal wieder kündigen. Zwar ist er in seiner Arbeit sehr fähig, grenzt sich jedoch durch seine arrogante Art selbst aus. Mit der Polizei beginnt er das Katz-und-Maus-Spiel, um sich selbst seine Überlegenheit zu beweisen. Eines Tages ruft er Thomas Grawe während der Arbeit an und meint, der Brief mit der Bitte um die Zeitungsanzeige sei ernst gemeint gewesen. Erneut betont er, dass die Ermittler ihn nicht kriegen werden. Nach längerer vergeblicher Suche und einer durch Peter Fuchs gesetzten Ermittlungsfrist von zwei Wochen setzt Thomas Grawe auf eine neue Taktik. Er veröffentlicht die vom Täter gewünschte Anzeige, um ihm ein Erfolgserlebnis zu verschaffen und ihn zu einer Reaktion zu bringen. Gleichzeitig fällt ihm eine Aussage von Frau Rietz ein, die ihm bei der Vernehmung von Umbauten am Postgebäude berichtete. Thomas Grawe lässt die damals für den Umbau verantwortliche Firma ermitteln, könnte doch der Täter als Mitarbeiter so den Ort ausgekundschaftet haben. Die Mitarbeiter werden auf das Täterprofil hin ausgesiebt und übrig bleiben vier Männer. Alle werden angerufen und das Stimmprofil mit dem bei Thomas Grawe eingegangenen Anruf des Täters verglichen. So findet Thomas Grawe schließlich Schumann.
Da die Beweise noch sehr dünn sind, sucht Grawe bei Schumanns Mutter nach weiteren Indizien. Vor ihrem Haus steht ein Dreidorniger Lederhülsenbaum, der in der zuvor zur Eingrenzung verwendeten Standortliste nicht enthalten war. Zudem erhält er von Nachbarn Gardinen, die Frau Schumann einst mit ihrer Nähmaschine genäht hatte. Der Nachbar stellt Thomas Grawe zudem Frau Schumann als neuen potenziellen Kunden für weitere Näharbeiten vor. Thomas Grawe erfährt so, dass Frau Schumann von ihrem Sohn eine teure Nähmaschine geschenkt bekommen hat. Frau Schumann erzählt im Dorf zudem, dass ihr Sohn sich einen Neuwagen kaufen will. Plötzlich kommt Norbert Schumann nach Hause und Thomas Grawe stellt sich ihm vor. Sofort entwickelt Schumann eine neue Taktik und gibt zu, bei der Polizei als vermeintlicher Täter angerufen zu haben. Er habe sich einen Scherz erlauben wollen. Er weiß, dass Thomas Grawe ihn mit aufs Revier nehmen will und schickt sich an zu gehen. Grawe besteht darauf, dass Schumann das Geld mitnimmt, das er im Haus versteckt hat. Tatsächlich führt Schumann ihn auf sein Zimmer, kann Thomas Grawe dort jedoch überlisten und aus dem Haus fliehen. Ein letztes Mal hat er seine Überlegenheit bewiesen und wartet außerhalb des Hauses auf den ihm hinterhereilenden Thomas Grawe, der ihn schließlich abführt.

## Produktion
Ihr faßt mich nie! wurde vom 18. Mai bis 15. Juli 1987 in Berlin und Dresden gedreht. Die Aufnahmen der Gleditschie erfolgten bereits am 29. April 1987 im Arboretum der Humboldt-Universität Berlin, Späthstraße 80/81. Die Kostüme des Films schuf Ruth Völker, die Filmbauten stammen von Monika Rockel-Eckermann. Der Film erlebte am 24. Januar 1988 im 1. Programm des Fernsehens der DDR seine Premiere. Die Zuschauerbeteiligung lag bei 52,3 Prozent.
Es war die 117. Folge der Filmreihe Polizeiruf 110. Hauptmann Peter Fuchs ermittelte in seinem 71. Fall, Oberleutnant Lutz Zimmermann in seinem 14. Fall und Leutnant Thomas Grawe in seinem 12. Fall. Die Kritik nannte den Täter in Ihr faßt mich nie! den „einzige[n] Täter in der Polizeiruf-Reihe, der aus gewissermaßen sportlichem Ehrgeiz handelt.“